# Virginia Double Iron Triathlon
Le Virginia Double Iron Triathlon, auparavant Double Iron de Huntsville (1985-1996), puis Odyssey Double Iron Triathlon (1998-2005), est une compétition américaine d'ultra-triathlon organisée en Alabama jusqu'en 1996, puis en Virginie depuis 1998 L'épreuve consiste à enchaîner 7,6 km de natation, 360 km de cyclisme et 84,4 km de course à pied, c'est-à-dire des distances doubles de celles de l'ironman.

## Histoire
Le Double Iron de Huntsville (Alabama), disputé pour la première fois en 1985 est le premier ultra-triathlon ; il double les distances de l'ironman d'Hawaii.  Cela ouvre le pas à des courses de plus en plus longues : les longueurs triples avec le Défi mondial de l'endurance (1988 en sport), puis quintuples avec le Dutch Five Triathlon (1991). C'est sur ce parcours que le record du monde féminin du double ironman a est réalisé par Tina Bischoff en 1994 (22:07) ; John Quinn y bat aussi le record mondial la même année (19:36), record qui n'est toutefois pas homologué par l'IUTA. 
En 1997, la compétition ne peut être organisée ; elle est reprise en 1998 par Odyssey Adventure Racing qui la relocalise en Virginie ; en 1999, il devient aussi possible de disputer triple ironman.  L'organisation de la course est reprise par USA Ultra Triathlon en 2005.

## Format de la compétition
En 2006, le parcours était le suivant :
- natation : 24 boucles de 322 m dans le Lake Anna ;
- cyclisme  : 45 boucles de 7,84 km sur route ouverte dans le parc d'État ;
- course à pied : 26 boucles de 3,24 km sur route ouverte dans le parc d'État.

## Palmarès
| Année | Partants | Lieu                 | Homme            | Homme       | Femme                  | Femme       |
| Année | Partants | Lieu                 | Nom              | Temps       | Nom                    | Temps       |
| ----- | -------- | -------------------- | ---------------- | ----------- | ---------------------- | ----------- |
| 1985  | —        | Huntsville           | Ken Wiseman      | 25 h 38 min | —                      | —           |
| 1986  | —        | Huntsville           | Ken Wiseman      | 22 h 28 min | Cheryl Montgomery      | 33 h 54 min |
| 1987  | —        | Huntsville           | Jim Freim        | 22 h 52 min | Eiko Endo              | 26 h 33 min |
| 1988  | —        | Huntsville           | Martin Feijen    | 23 h 18 min | Silvia Andonie         | 27 h 17 min |
| 1989  | —        | Huntsville           | Ken Wiseman      | 21 h 44 min | Gisela Kaltenhofer     | 34 h 44 min |
| 1990  | —        | Huntsville           | Jerzy Gorski     | 24 h 48 min | Silvia Andonie         | 29 h 42 min |
| 1991  | —        | Huntsville           | Wito DeMeulder   | 23 h 02 min | Angelika Castaneda     | 27 h 44 min |
| 1992  | —        | Huntsville           | Wito DeMeulder   | 21 h 19 min | Tracy Achelis          | 29 h 28 min |
| 1993  | —        | Huntsville           | John Quinn       | 21 h 08 min | Yvonne Malbasha        | 35 h 45 min |
| 1994  | —        | Huntsville           | John Quinn       | 19 h 36 min | Tina Bischoff          | 22 h 07 min |
| 1995  | —        | Huntsville           | Stephen Johnson  | 22 h 44 min | Astrid Benöhr          | 24 h 21 min |
| 1996  | —        | Huntsville           | Rudi Claes       | 21 h 05 min | Silvia Wieneke         | 26 h 05 min |
| 1998  | 16       | Virginia Beach       | Sergio Cordeiro  | 24 h 44 min | —                      | —           |
| 1999  | 15       | Colonial Beach       | Paul Bedard      | 25 h 07 min | Silvia Wieneke         | 26 h 54 min |
| 2001  | 10       | Lake Anna State Park | Justin Neviackas | 24 h 28 min | Astrid Benöhr          | 28 h 21 min |
| 2002  | 13       | Lake Anna State Park | Rob Hruskovich   | 24 h 05 min | Silvia Wieneke         | 30 h 09 min |
| 2003  | 17       | Lake Anna State Park | Martin Schytil   | 27 h 39 min | Carol-Ann Days-Merrill | 31 h 47 min |
| 2004  | 9        | Lake Anna State Park | Pascal Jolly     | 25 h 38 min | Suraya Oliver          | 35 h 16 min |
| 2005  | 12       | Lake Anna State Park | Todd Heady       | 26 h 22 min | Eileen Steil           | 57 h 46 min |
| 2006  | 20       | Lake Anna State Park | Matt Aro         | 25 h 56 min | Gina VanDiver          | 31 h 13 min |